# Embraer EMB 120 Brasilia
Embraer EMB 120 Brasilia là một máy bay dân dụng cỡ lớn hai động cơ tuabin phản lực cánh quạt, do hãng Embraer sản xuất.

## Thiết kế và phát triển
Chuyến bay đầu tiên diễn ra vào ngày 27 tháng 7-1983, và bắt đầu đi vào hoạt động thương mại chính thức vào tháng 10 năm 1985. Từ năm 1994, việc sản xuất chỉ còn thực hiện trên EMB 120ER, với tầm bay tăng lên 1.575 km và sức chứa cũng tăng lên.

## Lịch sử hoạt động
Hầu hết những chiếc EMB 120 được bán tại Hoa Kỳ và những nơi khác tại Tây bán cầu. Một số hãng hàng không của Châu Âu như Régional tại Pháp, DAT tại Bỉ, và DLT tại Đức cũng mua máy bay EMB-120. Việc sản xuất hàng loạt kết thúc vào năm 2001. Đến năm 2007, dây chuyền vẫn có thể thực hiện việc chế tạo thêm máy bay, dây chuyền sản xuất EMB 120 chia sẻ nhiều thiết bị sản xuất với dây chuyền sản xuất Dòng ERJ-145, hiện đang được sản xuất. Không quân Angola đã mua mới một chiếc EMB 120 vào năm 2007.
SkyWest hiện nay đang vận hành một đội bay nhiều chiếc EMB 120 dưới các biểu tưởng của United Express và Delta Connection.

## CÁc phiên bản
EMB 120
Phiên bản sản xuất cơ bản.
EMB 120ER
Phiên bản tăng tầm bay và sức chứa. Mọi chiếc EMB-120ER S/N đều có thể chuyển thành kiểu EMB-120FC hoặc kiểu EMB-120QC.
EMB 120FC
Phiên bản chở hàng.
EMB 120QC
Phiên bản chở hàng thay đổi nhanh.
EMB 120RT
Phiên bản vận tải. Mọi chiếc EMB-120RT S/Ns đều có thể chuyển thành kiểu EMB-120ER.
VC-97
Phiên bản chở VIP cho Không quân Brazil.

## Quốc gia sử dụng

### Dân sự

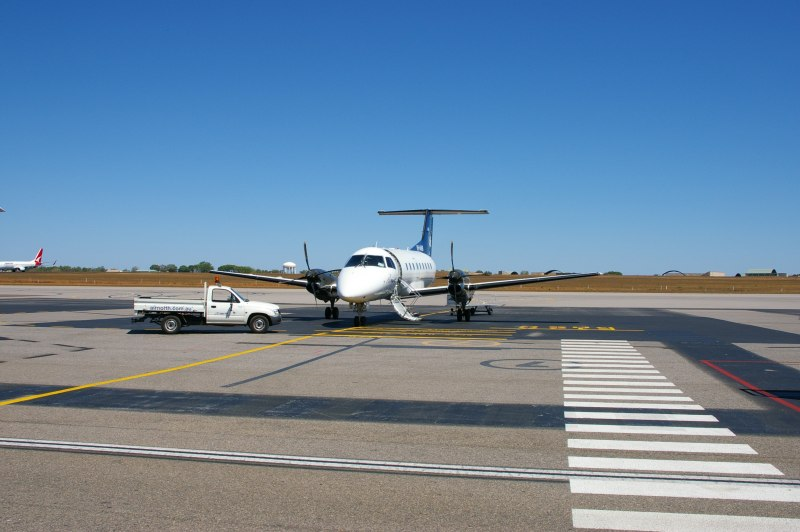
Airnorth Embraer EMB 120 Brasilia

Đến tháng 8, 2006 tổng cộng có 208 chiếc EMB 120 hoạt động trong các hãng hàng không trên khắp thể giới. Các hãng sử dụng chính bao gồm:
 Úc
- Airnorth (5)
- Skippers Aviation (6)
- Network Aviation (6)

 Cộng hòa Dominica
- Servicios Aereos Profesionales (1)

 Pháp
- Atlantique Air Assistance (2)
- Régional Compagnie Aérienne Européenne|Régional (9)

 Tây Ban Nha
- Swiftair (9)

 Hungary
- Budapest Aircraft Service (for Malév)

 Moldova
- Air Moldova (1)

 Hoa Kỳ
- Ameriflight (7)
- SkyWest Airlines (68)
- Great Lakes Aviation (6)
- Gulfstream International Airlines (7)

 Brasil
- Meta Linhas Aéreas (2)
- PumaAir (2)
- Passaredo Transportes Aéreos (3)
- Rico Linhas Aéreas (3)
- Air Minas (4)
- OceanAir (6)

Khoảng 40 hãng hàng không khác cũng sử dụng loại máy bay này nhưng với số lượng nhỏ hơn.

### Quân sự
Brasil
- Không quân Brazil

 Perú
- Không quân Peru

 Uruguay
- Không quân Uruguay

 Angola
- Lực lượng Phòng không Không quân Nhân dân Angola[1]

## Thông số kỹ thuật (EMB 120ER)

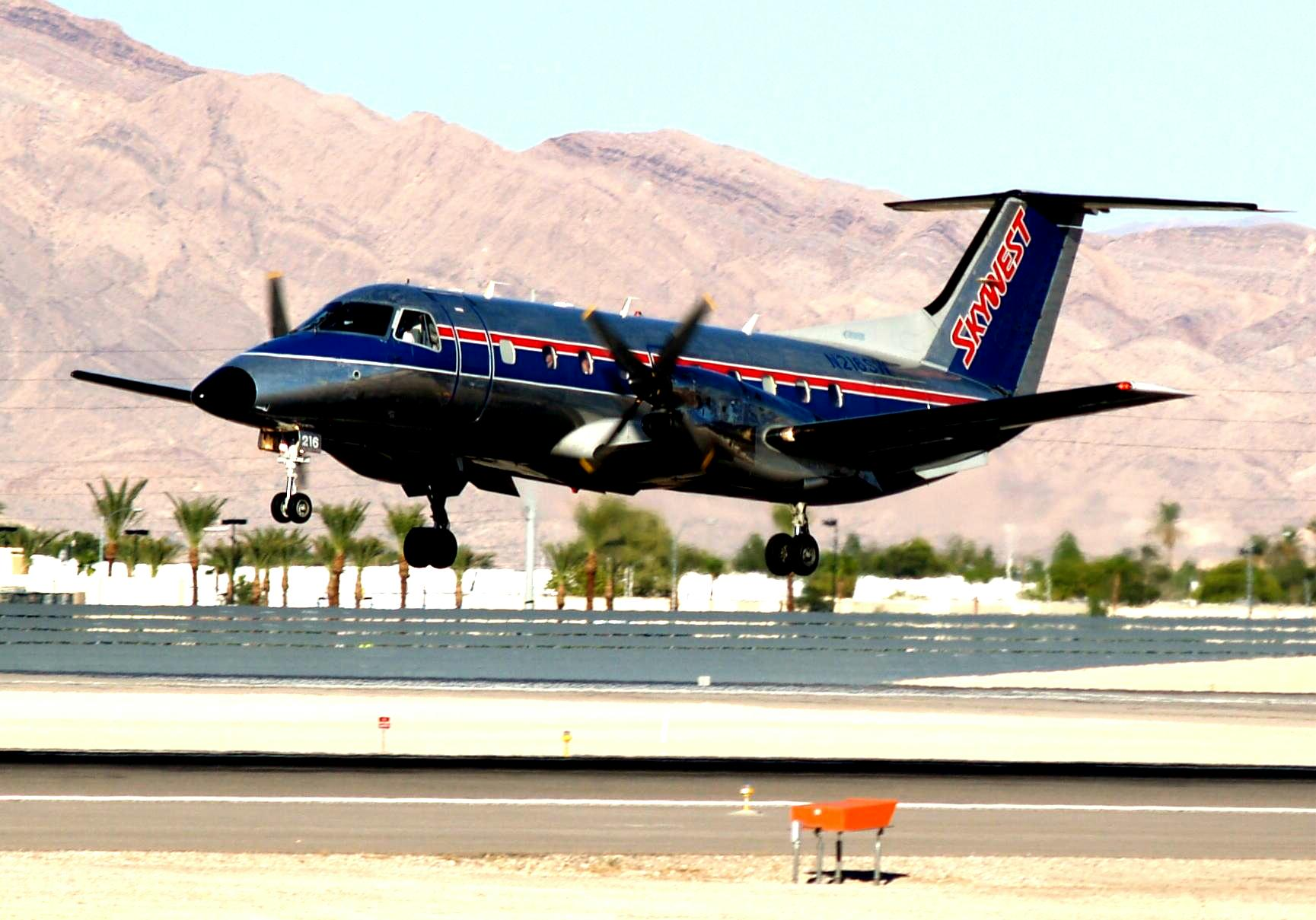
Skywest Airlines Embraer EMB-120ER

### Đặc điểm riêng
- Phi đoàn: 3
- Sức chứa: 30 hành khách
- Chiều dài: 20.00 m (65 ft 10 in)
- Sải cánh: 19.78 m (64 ft 10 in)
- Chiều cao: 6.35 m (20 ft 10 in)
- Diện tích cánh: 39.4 m² (424 ft²)
- Trọng lượng rỗng: n/a
- Trọng lượng cất cánh: n/a
- Trọng lượng cất cánh tối đa: 11.990 kg (26.378 lb)
- Trọng lượng hạ cánh tối đa: 11.700 kg (25.740 lb)
- Động cơ: 2× Pratt & Whitney Canada PW118/118A/118B, 1.340 kW (1.800 shp) mỗi chiếc

### Hiệu suất bay
- Vận tốc cực đại: n/a
- Vận tốc hành trình: 555 km/h (300 knots, 345 mph)
- Tầm bay: 1.428 km (771 nm, 887 mi)
- Trần bay: 9.756 m (32.000 ft)
- Vận tốc lên cao: n/a
- Lực nâng của cánh: n/a
- Lực đẩy/trọng lượng: n/a

## Các tai nạn
- Chuyến bay 2311 của Atlantic Southeast Airlines, bị rơi tại Brunswick, Georgia vào ngày 5 tháng 4 năm 1991. 23 người trên máy bay vẫn sống sót, bao gồm thượng nghị sĩ John Tower của Texas và nhà du hành vũ trụ Sonny Carter. Nguyên nhân là do hỏng cánh quạt.
- Chuyến bay 2574 của Continental Express, bị rơi khi đang bay ngày 11 tháng 9-1991, giết chết tất cả mọi người trên máy bay.
- Chuyến bay 529 của Atlantic Southeast Airlines, bị rơi gần Carrollton, Georgia ngày 21 tháng 8 năm 1995. Trong số 29 người trên máy bay, 10 người đã thiệt mạng. Nguyên nhân là do hỏng cánh quạt và động cơ.
- Chuyến bay 3272 của Comair rơi tại Michigan ngày 9 tháng 1 năm 1997. Giết chết tất cả mọi người trên máy bay.

### Máy bay có cùng sự phát triển
- EMB 110
- EMB 121

### Máy bay có tính năng tương đương
- BAe Jetstream 41

### Trình tự thiết kế
- EMB 110 - EMB 120 - EMB 121 - ERJ 135 - ERJ 140